# 24: The Game
24: The Game – komputerowa gra akcji, wyprodukowana przez japońskie studio Sony Interactive Entertainment. Gra została wydana 28 lutego 2006 roku na platformę PlayStation 2.

## Fabuła
24: The Game powstał na podstawie amerykańskiego serialu 24 godziny. Akcja gry została osadzona pomiędzy wydarzeniami z drugiego i trzeciego sezonu serialu.

## Rozgrywka
24: The Game jest grą akcji z elementami gry przygodowej. Bohaterami gry są między innymi Jack Bauer, Kim Bauer i Tony Almeid. Na rozgrywkę składa się około stu misji. Gracz może korzystać z broni takich jak pistolety, strzelby i karabiny snajperskie.
Ścieżka dźwiękowa gry została przygotowana przez Seana Callery’ego.